# Euerbach
Euerbach település Németországban, azon belül Bajorországban. Lakosainak száma 3017 fő (2023. december 31.). Euerbach Poppenhausen és Wasserlosen községekkel határos.

## Népesség
A település népessége az elmúlt években az alábbi módon változott:
| Lakosok száma | 471  | 791  | 1212 | 2627 | 2989 | 3038 | 3117 | 3113 | 3029 | 3017 |
|               | 1875 | 1950 | 1975 | 1987 | 2012 | 2014 | 2016 | 2017 | 2021 | 2023 |